# Den internationale Quds dag
Jerusalem dag (eng. International Day of Al-Quds; persisk روز جهانی قدس) er en årlig demonstration for at vise modstand mod den israelske kontrol af Jerusalem. Anti-israelske demonstrationer finder sted på denne dag i en del muslimske lande, men specielt i Iran, hvor man startede protesterne efter den iranske revolution i 1979. Det drejer sig om den sidste fredag i den islamiske måned ramadan.
Dagen blev foreslået af ayatollah Ruhollah Khomeini. Han fremlagde denne idé i august 1979, hvor han i en tale bl.a. sagde:
| Citat                              | Jeg inviterer alle muslimer verden over, til at kalde den sidste fredag af den hellige måned ramadan for Jerusalem dag, og for at proklamere det internationale sammenhold blandt muslimer verden over i deres kamp for det palæstinensiske folks rettigheder. | Citat |
| Ayatollah Sayyid Ruhollah Khomeini | |       |